# Ilex suzukii
Ilex suzukii är en järneksväxtart som beskrevs av Shiu Ying Hu. Ilex suzukii ingår i släktet järnekar, och familjen järneksväxter. Inga underarter finns listade i Catalogue of Life.